# Polymerus flavocostatus
Polymerus flavocostatus är en insektsart som beskrevs av Knight 1926. Polymerus flavocostatus ingår i släktet Polymerus och familjen ängsskinnbaggar. Inga underarter finns listade i Catalogue of Life.